# Суперкубок Кримського футбольного союзу
Суперкубок Кримського футбольного союзу (КФС) — футбольний турнір у Криму, що проводиться під егідою Кримського футбольного союзу з 2016 року серед професійних команд. У рамках Суперкубку КФС зустрічаються чемпіон Прем'єр-ліги КФС та володар Кубка КФС.

## Історія

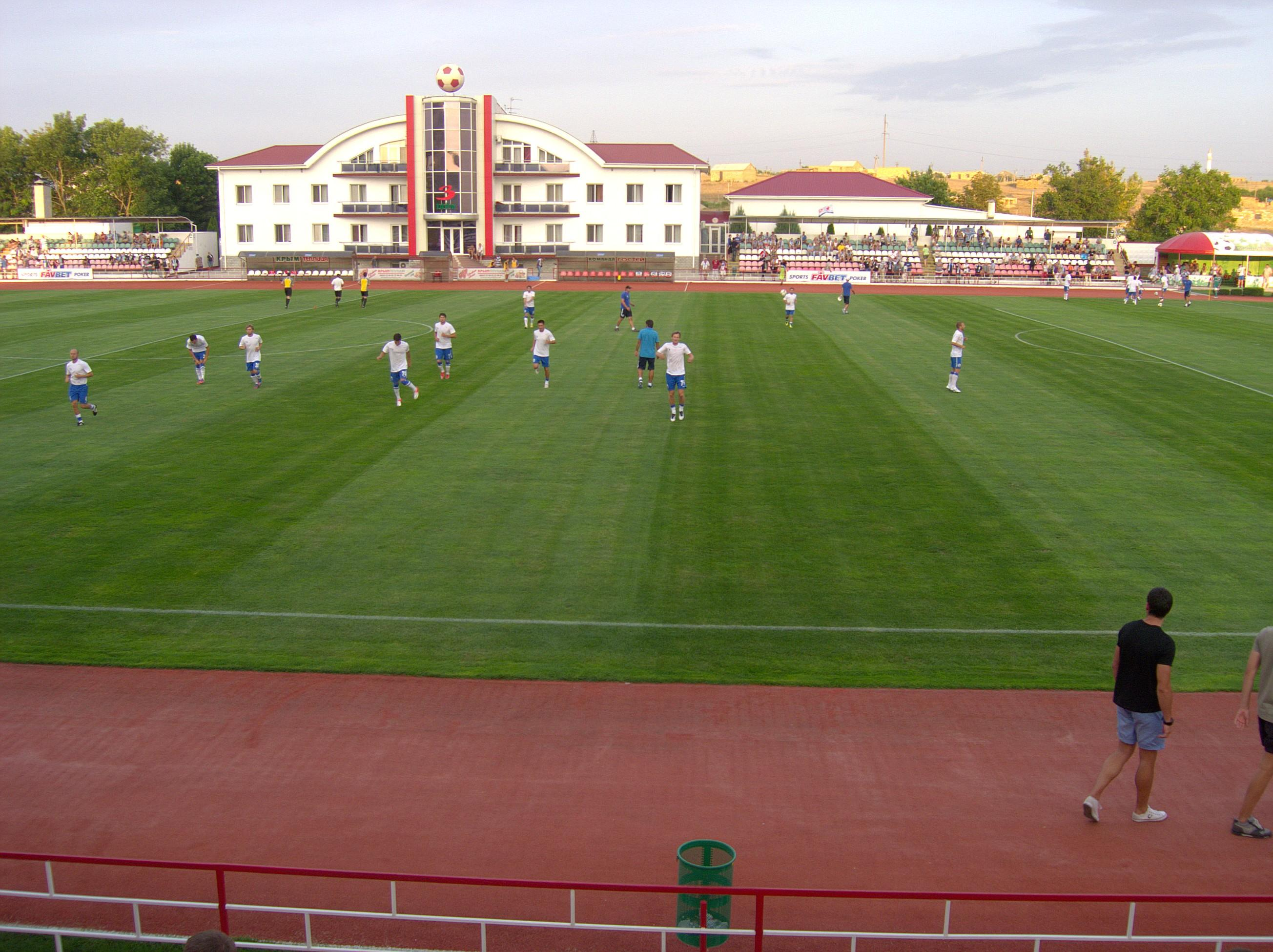
П'ять разів матч за Суперкубок проходив на стадіоні «Кримтеплиця»

Вперше Суперкубок КФС було розіграно у 2016 році і його першим переможцем стала сімферопольська «ТСК-Таврія». Найбільшу кількість разів у Суперкубку КФС перемагали «Таврія» та «Севастополь» (по 3 рази). Чинним переможцем турніру є «Севастополь».
П'ять разів змагання проходило на стадіоні «Кримтеплиця» в Аграрному.

## Фінали
| №    | Сезон | Дата       | Переможець  | Рахунок        | Фіналіст       | Стадіон                 | Глядачів | Тренер               | Арбітр                             |
| ---- | ----- | ---------- | ----------- | -------------- | -------------- | ----------------------- | -------- | -------------------- | ---------------------------------- |
| I    | 2016  | 13 серпня  | ТСК-Таврія  | 2:0            | КФУ-Бахчисарай | КТ Спорт-Арена, Аграрне | 800      | Сергій Шевченко      | Владислав Грінченко (Севастополь)  |
| II   | 2017  | 12 серпня  | Севастополь | 3:1            | Євпаторія      | КТ Спорт-Арена, Аграрне | 1200     | Олексій Грачов       | Юрій Вакс (Сімферополь)            |
| III  | 2018  | 11 серпня  | Кримтеплиця | 3:1            | Євпаторія      | Фіолент, Сімферополь    | 2000     | Антон Монахов        | Анатолій Жабченко (Сімферополь)    |
| IV   | 2019  | 10 серпня  | ТСК-Таврія  | 0:0 (7:6 пен.) | Севастополь    | КТ Спорт-Арена, Аграрне | 1500     | Володимир Мартинов   | Юрій Вакс (Сімферополь)            |
| V    | 2020  | 19 вересня | Кримтеплиця | 2:2 (5:4 пен.) | Євпаторія      | КТ Спорт-Арена, Аграрне | 200      | Олег Колесов         | Олег Лапішко (Сімферополь)         |
| VI   | 2021  | 14 серпня  | Севастополь | 1:1 (5:3 пен)  | Гвардієць      | СКС, Севастополь        | 1000     | Олег Лещинський      | Олександр Крещик (Саки)            |
| VII  | 2022  | 20 серпня  | ТСК-Таврія  | 3:1            | Кизилташ       | КТ Спорт-Арена, Аграрне | 550      | Андрій Юдін          | Роман Довбня (Сімферополь)         |
| VIII | 2023  | 19 березня | Севастополь | 1:1 (4:1 пен)  | Таврія         | Авангард, Ялта          | 1700     | Станіслав Гудзікевич | Михайло Веріковський (Сімферополь) |

## Фіналісти з клубів
| Клуб           | П | Сезон            | Ф | Сезон            |
| -------------- | - | ---------------- | - | ---------------- |
| Таврія         | 3 | 2016, 2019, 2022 | 1 | 2023             |
| Севастополь    | 3 | 2017, 2021, 2023 | 1 | 2019             |
| Кримтеплиця    | 2 | 2018, 2020       |   |                  |
| Євпаторія      |   |                  | 3 | 2017, 2018, 2020 |
| КФУ-Бахчисарай |   |                  | 1 | 2016             |
| Гвардієць      |   |                  | 1 | 2021             |
| Кизилташ       |   |                  | 1 | 2022             |